# جابامالا
الجابامالا أو المالا (Sanskrit:agouvo؛ mālālland، بمعنى «طوق») هي سلسلة من خرزات الصلاة شائعة الاستخدام في الهندوسية، والجاينية والسيخية، والبوذية، والشنتو وغيرها من التقاليد[citisation needed] من أجل الممارسة الروحية المعروفة في اللغة السنسكريتية باسم جابا. وهي شبيهة بأشكال أخرى من مسبحات الصلاة المستخدمة في مختلف الأديان العالمية، ويشار إليها أحياناً باللغة الإنجليزية باسم «سبحة».
والجسم الرئيسي لمالا هو بالعادة 108 خرزة، على الرغم من استخدام أعداد أخرى. بالإضافة إلى ذلك، هناك عادة خرزة رقم 109(غالبا ما يكون لها حجم أو لون مميز) و/أو شرابة وهناك أحيانا خرز إضافي قد يكون مزخرفاً أو يستخدم في عدّ الجولات. تستخدم المالا في الحفاظ على العد أثناء التلاوة أو الترديد أو تكرار المانترا أو اسم أو أسماء الإله.

## التاريخ
الأصل المحدد للمالا غير معروف، مع كون استخدام الخرز للعد ممارسة واسعة الانتشار في الثقافات  ولا توجد إشارات إلى المالا في الأدب الصيني قبل تقديم البوذية خلال عهد سلالة هان الحاكمة، مما يشير إلى أن هذه الممارسة انتشرت من الهند إلى الصين وربما نشأت هناك.
لا يوجد ذكر للمالا في أجاماس أو بالي نيكايا، التي تعتبر بشكل عام أقدم الأدب البوذي، ومن غير الواضح ما إذا كان استخدامها قد نشأ مع البوذيين أو مع البراهمان، أو اليانين أو طائفة دينية هندية أخرى. قد تظهر المالا في وقت مبكر من الفن البراهماني/الهندوسي كجزء من زي الآلهة أو المتعبدين، لكن يصعب تمييزها عن القلائد المزخرفة أو الأكاليل. أول تصوير واضح للمالا تستخدم كأداة للتلاوة، بدلا من أن تكون قلادة أو ديكور، يأتي من صورة بوديساتفا التي أنشئت خلال القرن الرابع - السادس لسلالة وي الشمالية في الصين - حيث المالا يتم حملها باليد بدلاً من ارتدائها.
أول مرجع أدبي لاستخدام المالا لتلاوة المانترا يأتي من موهوانزي جينج (木槵子經 أو 佛說木槵子經, أريستاكا /صابون بذور التوت كتاب مقدس / كلاسيكي "، Taishō Tripiṭaka المجلد. 17، رقم 786)، بنص ماهايانا الذي يزعم أنه تمت ترجمته إلى الصينية خلال عهد جين الشرقية، في وقت ما من القرن الرابع إلى الخامس الميلادي. لا يوجد أي ذكر لهذا النص في الببليوجرافيا القياسية قبل القرن السادس، ولكن الترجمة المستقلة في القرن الثامن تشير إلى الأصل باعتباره نصاً باللغة السنسكريتية تم نقله من آسيا الوسطى، وليس باللغة الصينية. ووفقاً لهذا النص، فقد أرشد بوذا الملك بأن يصنع مالا من بذور نبات الأريستاكا ويتلو التريراتنا بينما يمرر المالا من خلال أصابعه لتهدئة عقله وتخفيف قلقه.
وفي حين أن أول قصة بوذية عن المالا ترتبط بممارسة لاي، في الصين، كان ذلك مرتبطا في المقام الأول بممارسة الرهبان. بدأت صور الرهبان مع المالا تظهر في الصين في القرن السابع الميلادي ويبدو أن المالا كانت تعتبر قطعة شائعة من المعدات الرهبانية في حوالي هذه الحقبة.
بينما يوجد عدد قليل نسبيًا من التصوير أو مراجع ما قبل عهد سلالة سونغ الحاكمة إلى المالا، إلا أن هذا قد يكون راجعاً إلى استخدامها في الممارسات الدينية الخاصة بدلاً من المراسم العامة. فقد انتقد المؤلفون الصينيون الرهبان الذين يرددون المانترا على المالا في الأماكن العامة، كما كان من المتوقع أن يلتزم الرهبان الصمت أثناء الجولات العامة.
وبحلول عصر سلالة مينغ الحاكمة، بدأت المالا تُقدَّر على نحو متزايد على صفاتها الجمالية بنفس قدر أو أكثر من استخداماتها الروحية. المالا التي تصنع من المواد المكلفة أو النادرة أصبحت شائعة كالهدايا المقدمة بين الأثرياء، وقد تم تنظيم المواد المسموح بها للدرجات المختلفة من الزوجات والمحظيات من خلال قوانين محددة للنفقات. وغالبًا ما تتضمن صور مسؤولي البلاط في عهد سلالة تشينغ الحاكمة المالا، والتي تهدف إلى إظهار مكانتهم وثروتهم بدلاً من كونها مؤشرًا على الروحانية.

## الاستخدام

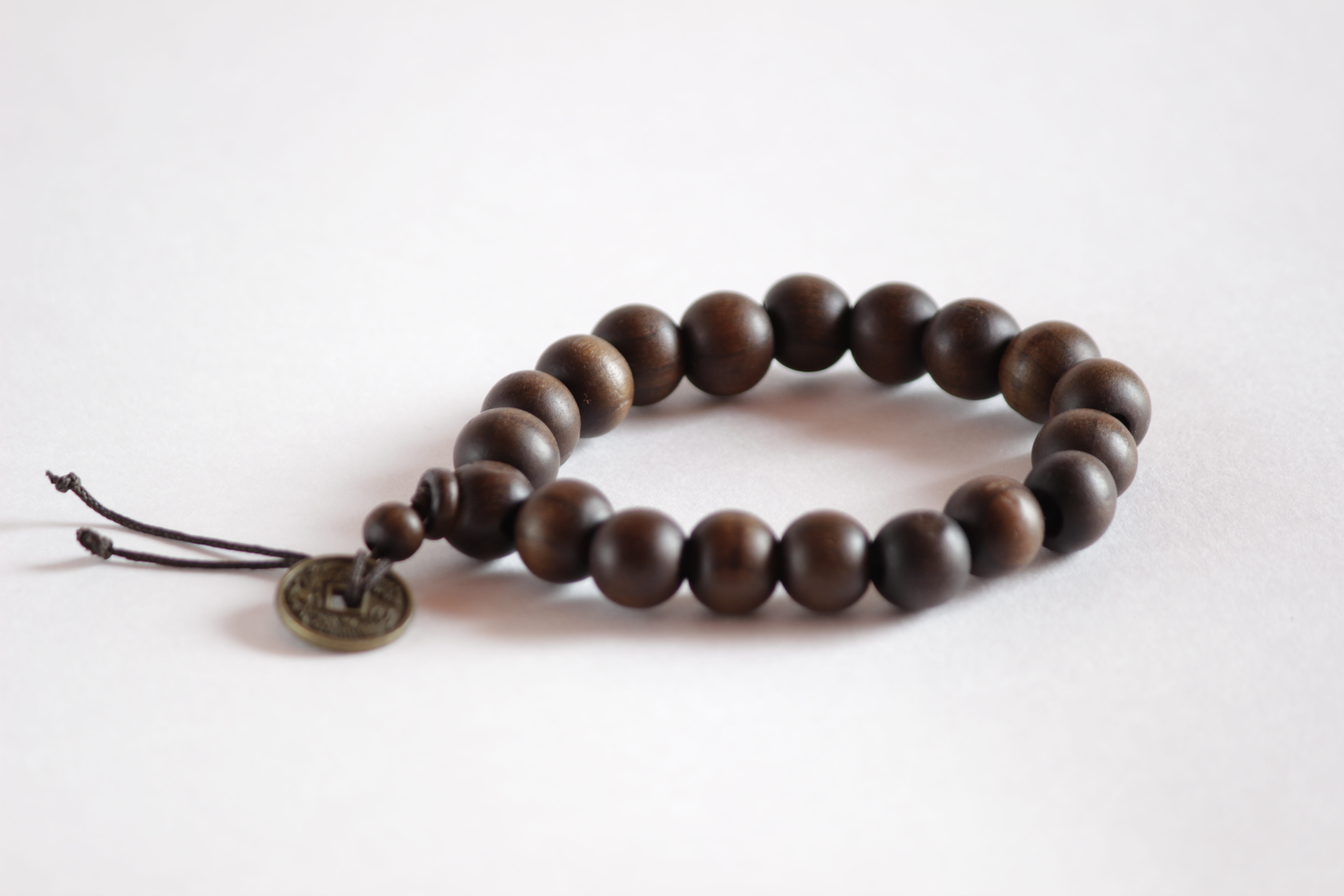
مالا ذات 18 خرزة

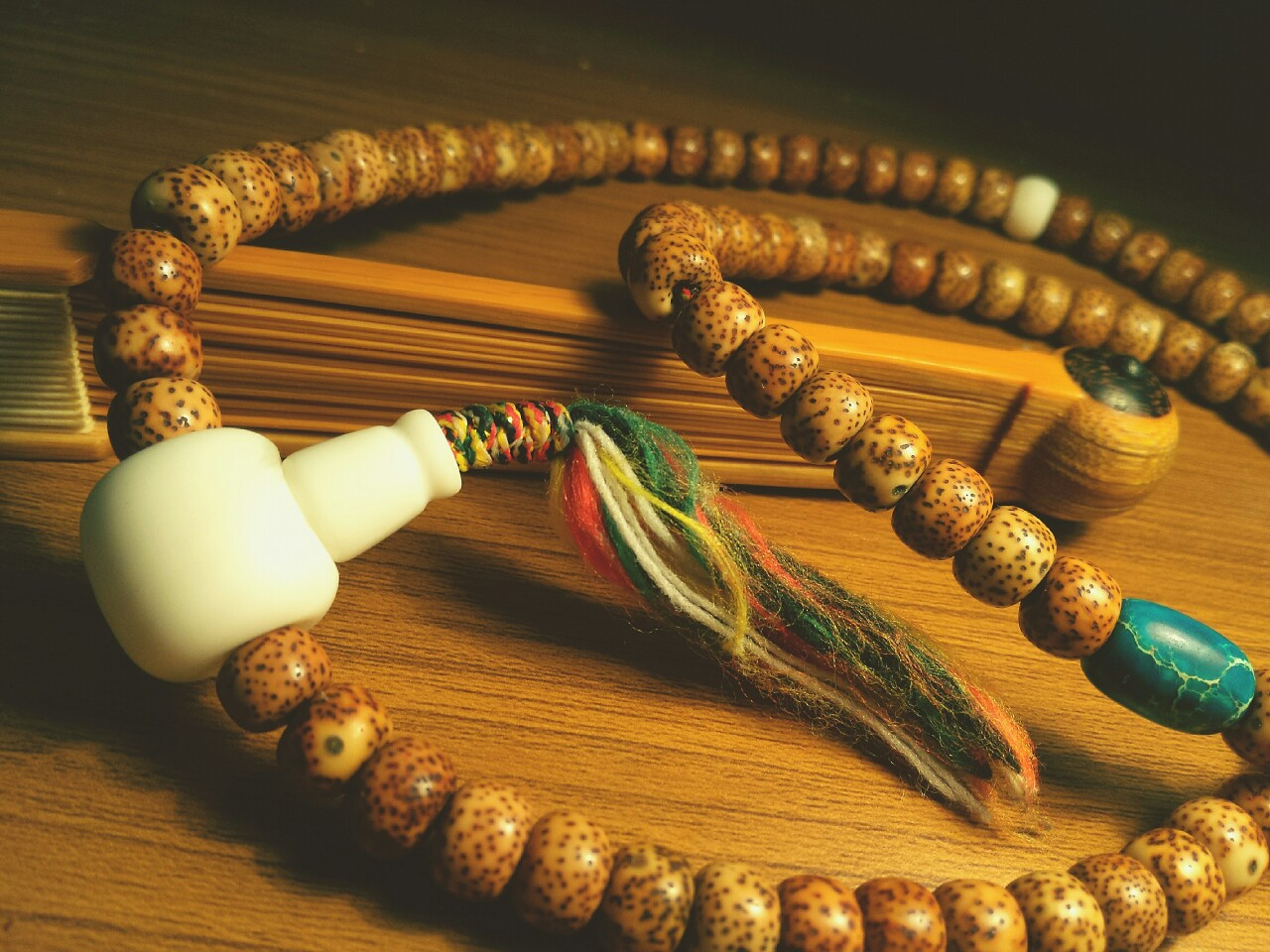
مسبحة صلاة صينية

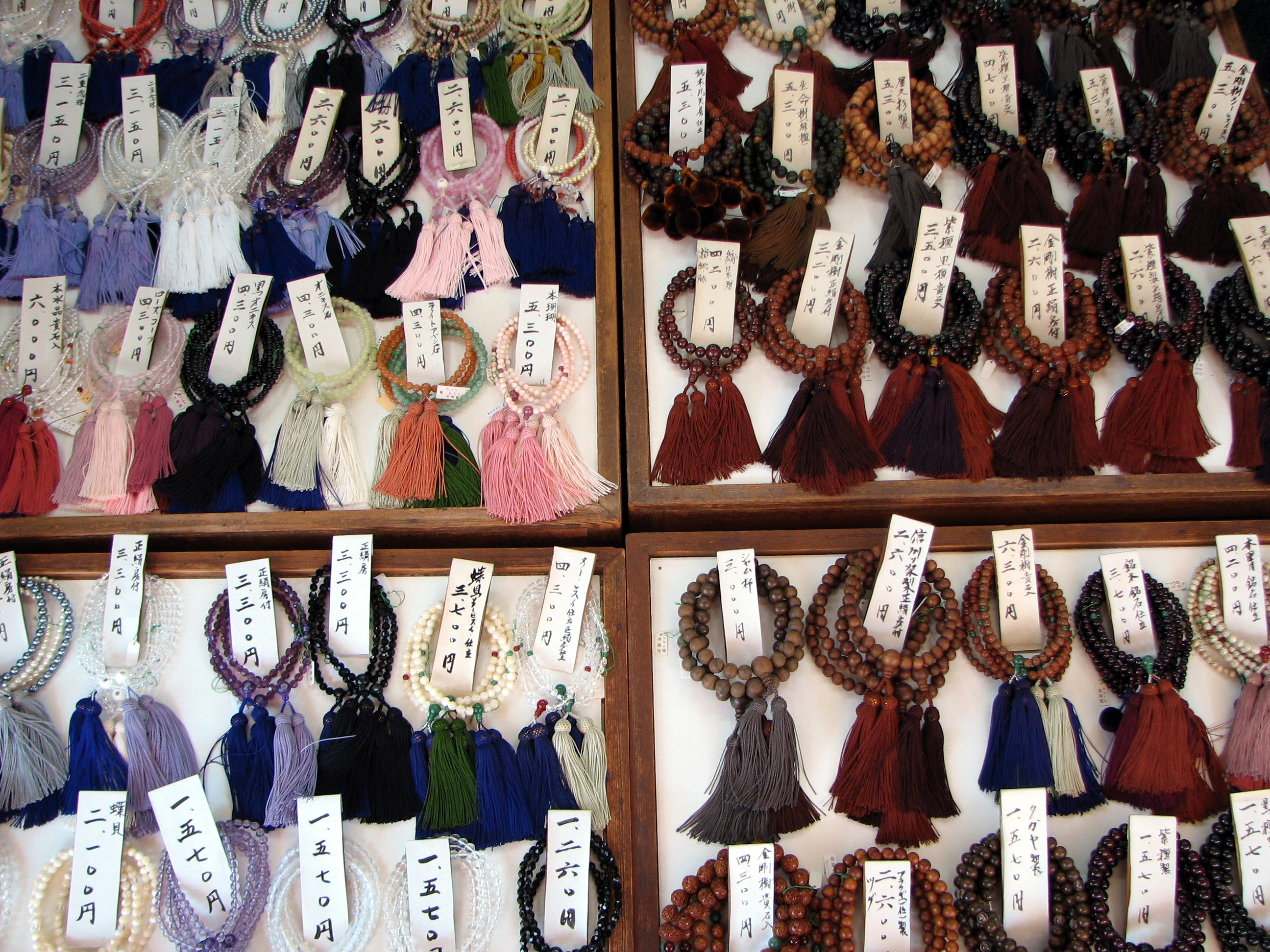
مسبحة صلاة بوذية في متجر جودو شين

المانترا عادة تتكرر مئات أو حتى آلاف المرات. وتستخدم المالا بحيث يمكن للمرء أن يركز على معنى أو صوت المانترا بدلا من حساب التكرارات. هناك تفسيرات عديدة لماذا يوجد 108 خرزة، العدد 108 له أهمية دينية خاصة في عدد من التقاليد الهندوسية والبوذية واليانية. على سبيل المثال، في الفكر البوذي التقليدي، يقال إن الناس لديهم 108 من المحن أو الكليشا. في حسابات آخر، 108 هو عدد الظواهر أو الظواهر المحتمل.
على الرغم من التفسيرات المختلفة لاستخدام هذا الرقم، فإن العدد نفسه قد ظل ثابتًا على مدى قرون من الممارسة. مالا الأصغر، والأكثر شيوعا مع 54 أو 27 خرزة، هي معروفة أيضا، ويمكن ارتداؤها على المعصم أو استخدامها بشكل أكثر ملائمة للحفاظ على عدد الجدات.
ويُطلق على الخرزة رقم 109 على المالا اسم السوميرو، أو بيندو، أو ستوبا، أو خرزة جورو، أو الخرزة الأم، وتكون أحيانًا أكبر أو ذو مادة أو لون مميز. يبدأ العد بخرزة بجوار الخرزة الأم. في التقاليد الهندوسية وبعض التقاليد البوذية، إذا كان يجب القيام بأكثر من تكرار واحد للمالا،
فيتم تغير الاتجاه عند الوصول إلى الخرزة الأم بدل من العبور  في بعض التقاليد البوذية، تمثل
الخرزة الأم أميتابها أو أفالوكيتسافارا.
بالإضافة إلى استخدامها العملي بالمساعدة في التلاوة، لقد كانت تقليدياً مشبعة بصفات روحية إضافية. قد تُنسب إلى المواد المختلفة القدرة على المساعدة في مشاكل عملية أو روحية مختلفة، والمالا نفسها قد تُنسب إليها خصائص تاليسمية
 في بعض التقاليد، يتم تقديس المالا قبل استخدامها بطريقة مشابهة لصور الآلهة، من خلال استخدام المانترا، أو الظهراني، أو استخدام الصباغ آت. الحكايات الشعبية قد تصف المالا بأنها «تخزين» قوة تلاوات كثيرة، أو أن المالا التي يعطيها راهب محترم تتمتع بالقدرة على علاج الأمراض أو إعادة الخصوبة إلى للأفراد العقم.

### عَدُّ الْخَرَز
قد يتدلى خرز إضافي على المالا الخاصة في البوذيين على زوج من الخيوط القصيرة.وعلى المالا البوذية الصينية هناك غالبا ثلاثة خرزات على كل خيط والخيوط هي مجرد نهاية السلسلة المستخدمة لبقية المالا. هذه الخرز غالبًا ما تكون مزخرفة، ولا يمكن تحريكها بسبب كيفية ربط الخيوط. على المالا الخاصة بالبوذية التبتية يوجد عادة عشرة خرزات على كل خيط والخيوط يمكن توصيلها بالخيط الرئيسى من أي مكان. يكون هذه الخرز الإضافي في الغالب أصغر من الخرز ذات الحجم العادي وتكون الثقوب فيها أصغر، أو يتم استخدام خيط أكثر سمكًا لمنع هذه الخرز الأصغر من الانزلاق بحرية. أحد هذه الخيوط مزين بجرس صغير والآخر به دورجي صغير.
وعندما تكتمل جولة كاملة على المالا، تزلق خرزة صغيرة لأعلى. لنقول على سبيل المثال على خيط دورجي.وعندما تنتهي عشر جولات، ينزلق كل الخرز على خيط دورجي (مما يمثل 1000 تلاوة؛ على الرغم من أنه يوجد 108 خرزة يتم احتساب كل جولة على أنها 100 تلاوة فقط للسماح بالتلاوات الناقصة)، ويتم إعادتهم إلى وضعية البداية، بينما تنزلق إحدى الخرز على خيط الجرس لأعلى. وبهذه الطريقة، يمكن بسهولة عد 10,000 تلاوة (أو أكثر).
بالنسبة إلى المالا التي لا تحتوي على خرز العدّ، يمكن إضافة خيط واحد منسوج كزوج من الشرابات التي تحمل كل منها خرز العدّ إلى أي مالا. يضيف ذلك الراحة التي يمكن أن ينزلق بها الخيط الإضافي على طول المالا لتسجيل موضعه في حالة مقاطعة التلاوة.
قد يشير خرز العدّ أيضًا إلى خرز ملون مختلف أو خرز مصنوع من مواد مختلفة عن تلك التي تستخدم عادة على الخيط الرئيسي. قد يحل خرز العدّ هذه محل الخرز العادي أو قد تكون إضافة إلى الخرز العادي ولا توجد إلا كعلامات للإشارة إلى الموضع. على سبيل المثال، قد تحتوي المالا المصنوعة من خرزات خشبية على ثلاث خرزات حجرية إضافية مضافة، واحدة بعد كل خرزة خشبية من الخرز الخشبي 27 و54 و81 (أي خرز العدّ الثلاثة هذه وخرزة جورو تقسم المالا إلى أرباع). مثل هذه المالا تحتوي على 112 خرزة (108 خرزة عادية، خرزة جورو واحدة، 3 خرزات عدّ) ولكن سيتم استخدام 108 خرزة عادية فقط.

## المواد

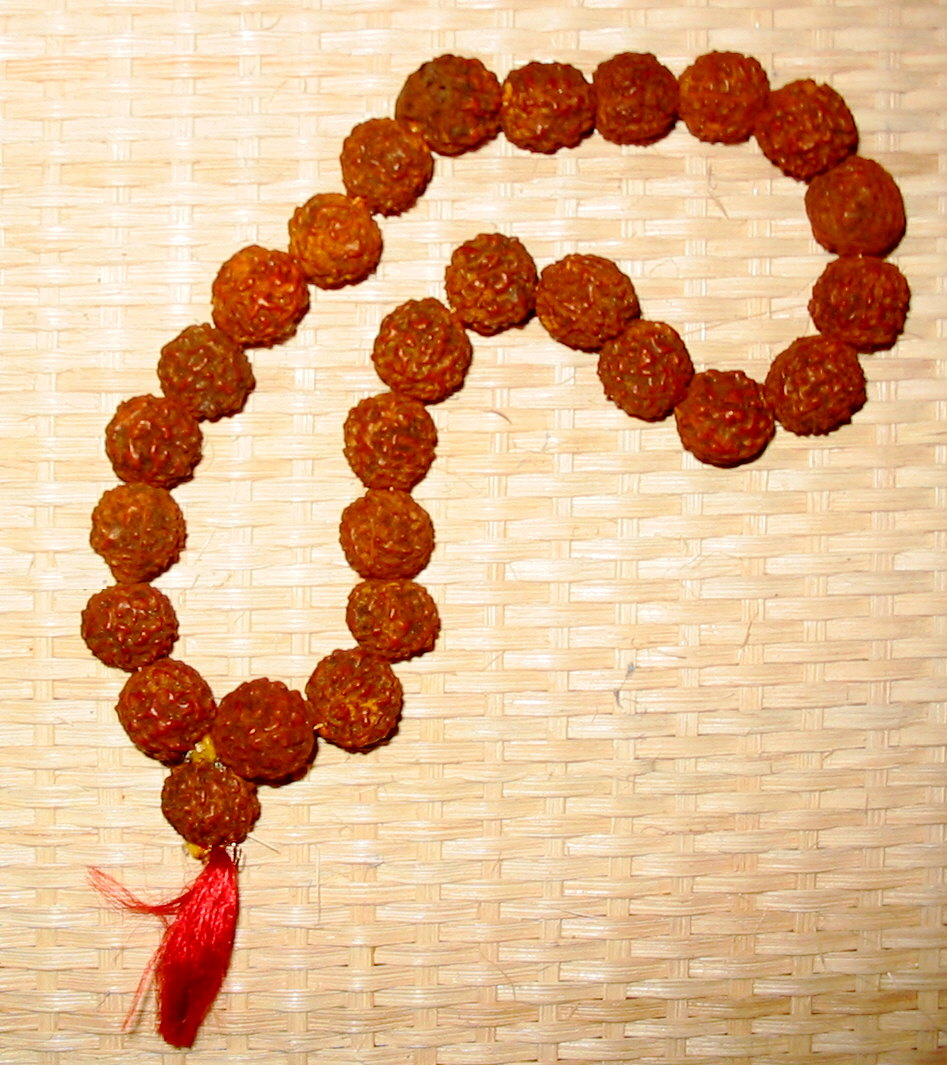
مسبحة صلاة مصنوعة من شجرة روداكشا

يتم استخدام مجموعة متنوعة من المواد لصنع خرز المالا. يعتبر الخرز المصنوعة من بذور شجرة رودراكشا مقدساً من قبل الشيفاين المتدينين من شيفا، بينما يتم استخدام الخرز المصنوعة من خشب نبات الريحان مبجل من قبل الفيشنوتاوين، أتباع فيشنو.
وهناك نوع آخر من أنواع المالا العامة-الغرض مصنوعة من بذور الروطان؛  والخرز نفسه يطلق عليه أهل التبت «القمر والنجوم»، ويسمى بشكل أخر«جذور اللوتس» و«بذرة اللوتس» و«جوز الزَّيزفون» من قبل العديد من تجار التجزئة. والخرز نفسه شديد الصلابة والكثافة، وعاجي اللون (الذي يتحول تدريجياً إلى بني ذهبي غامق مع الاستخدام الطويل)، ويحتوي على ثقوب صغيرة (أقمار) ونقاط سوداء صغيرة (نجوم) تغطي سطحه.ومن الخرز الشائعة الأخرى الخشب أو البذور من شجرة الصندل أو شجرة البودهي، وبذور نبات اللوتس. بعض التقاليد البوذية التبتية تدعو إلى استخدام عظام الحيوانات (الأكثر شيوعا قطاس أليف)، وتلك المصنعة من اللاما القديمة تعتبر الأكثر قيمة.[citation needed]
الأحجار شبه الكريمة مثل العقيق الأحمر والجمشت يمكن استخدامها أيضا. في تنترا الهند، وكذلك تنترا البوذية (أو فاجرايانا)، يمكن أن ترتبط مواد وألوان الخرز بممارسة معينة، مثل في الهندوسية، الأحمر والهايك الأسود للتامسيك سادينا سبتيك أو الكوارتز (black hakik for taamsik sadhna sphatik or quartz) للصلاة على أي إله، والحجر الأحمر موونجا في المقام الأول للإشادة.[بحاجة لمصدر]
في نيبال، تُصنع حبات المالا من البذور الطبيعية من نبات بوذا شيتا، ذات الاسم العلمي (Ziziphus budhensis)، وهو نبات من العائلة النبقية المتوطنة في منطقة التيمال في كافريبالانشوك في وسط نيبال. أنشأت وزارة الغابات التابعة لحكومة نيبال لجنة وبدأت في توزيع شتلات هذه النباتات من أجل رفع الوضع الاقتصادي للأشخاص الذين يعيشون في هذه المنطقة.

## التقاليد

### البوذية اليابانية

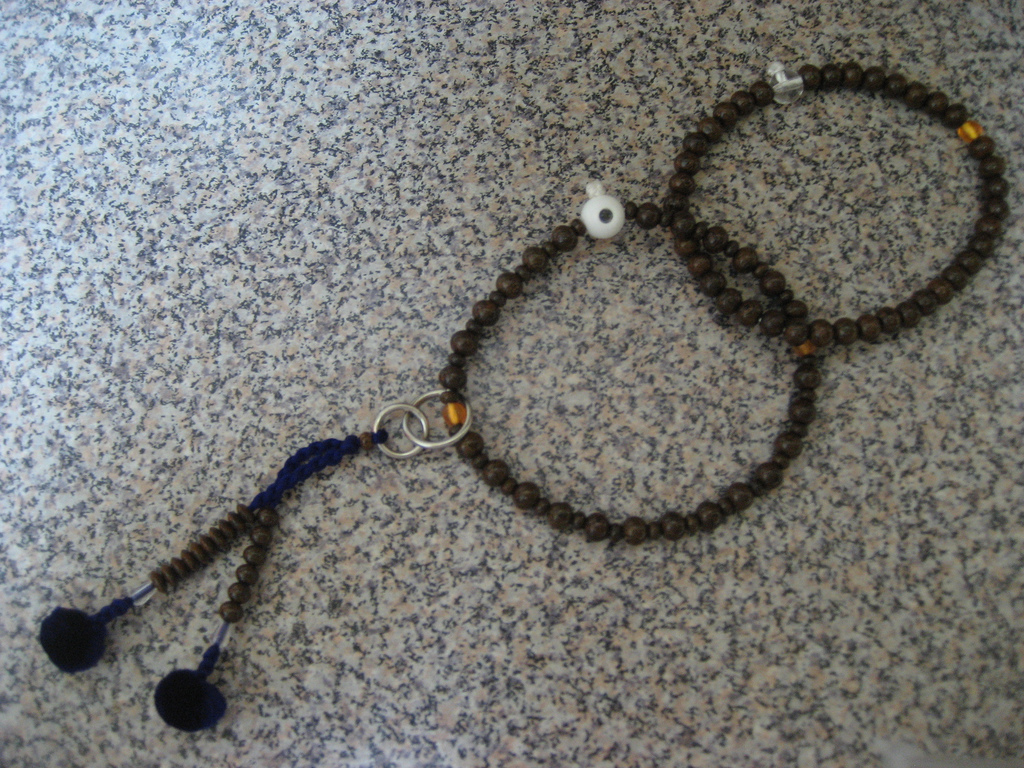
مثال على أوجوزو أو أونينجو المزدوج المستخدمة من قبل جودو شو.

في البوذية في اليابان، تعرف مِسبحة الصلاة بالبوذية باسم أوجوزو (数珠 ، خرز العدّ) أو أونينجو (念珠، خرز التفكير) حيث أن حرف «و» هو حرف تشريفي. أما الطوائف البوذية المختلفة في اليابان فإنها تمتلك أوجوزو مختلف بالشكل، وتستخدمهم على نحو مختلف. على سبيل المثال، قد تستخدم بوذية شينغون، وبوذية تنداي، وبوذية النشيرين مسبحات صلاة أطول مع خيوط على كلا الطرفين مماثلة لتلك المستخدمة في البر الرئيسي لآسيا. خلال الخدمات التعبدية يمكن فرك هذه الخرز مع كلتا اليدين لخلق ضوضاء الطحن الناعمة، والتي تعتبر ذات تأثير تنقية. ومع ذلك، في منطقة جودو شينشو، عادةً مِسبحة الصلاة تكون أقصر ويتم تثبيتها على كلتا اليدين ولا يتم فركها معا.
تعتبر جودو شو غير عادية إلى حد ما بسبب استخدام مسبحات الصلاة المزدوجة، والتي تسمى نيكا جوزو (日課数珠)، والتي تستخدم في عدّ تلاوات نينسبوتسو (أي تلاوة اسم بوذا أميتابها): تحتوي إحدى الحلقات على خرز واحد يُستخدم لحساب تلاوة واحدة بينما تستخدم الحلقة الأخرى لحساب عدد الدورات الكاملة للحلقة الأولى. بالإضافة إلى ذلك، هناك خرزات أخرى تتدلى من الخيوط، والتي يمكن أن تحسب دورات كاملة من الحلقة الثانية (خرزات مسطحة)، أو دورات كاملة من السلسلة الأولى من الخرز. في كل الأحوال، من الممكن عد ما يصل إلى 120,000 مرة أخرى باستخدام هذه الخرز. وينسب هذا التصميم إلى أحد أتباع منطقة هونن المسمى «اوانوسوكي.».[بحاجة لرقم الصفحة]

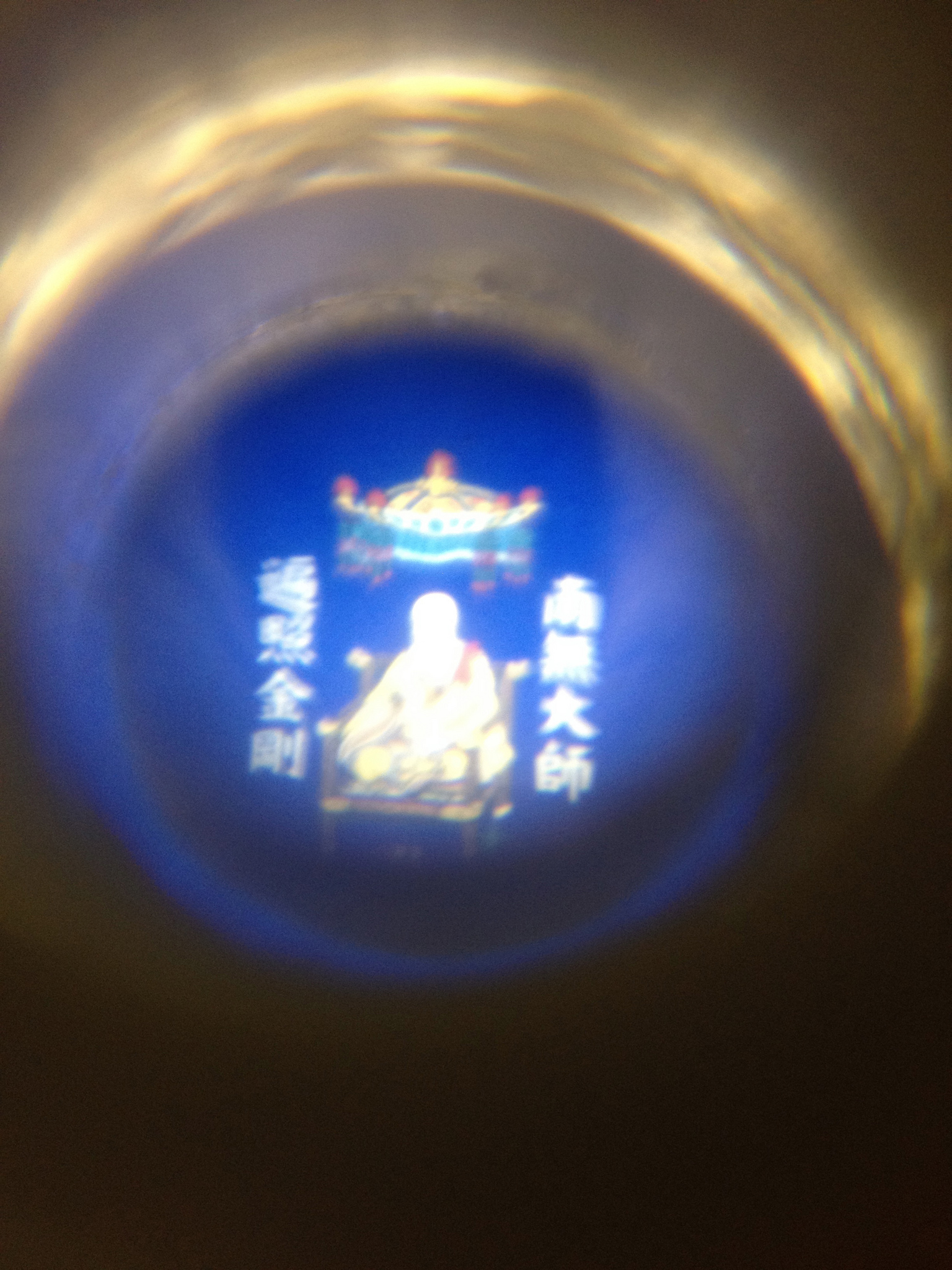
هذه مسبحة صلاة بوذية يابانية تحتوي على صورة لـ كيوكا داخل الخرزة الرئيسية. النص على اليسار واليمين هو مانترا شائعة مخصصة لـ كيوكا.

بغض النظر عن الطائفة البوذية، فإن مِسبحة الصلاة التي يستخدمها أتباع لاي هي في الغالب أصغر، وتضم عامل 108 خرزات. بعض الخرز مصنوعة باستخدام البلاستيك، في حين أن البعض الآخر قد يحتوي على الخشب، أو بذور الأشجار في الهند، مثل «فيوس دينيوسا»، وهي نفس الأنواع التي تحتوي عليها شجرة بودي.
ومن الشائع أن نجد مِسبحة الصلاة في اليابان تحتوي على صورة صغيرة داخل أكبر خرزة، وعادة ما يكون شيء مرتبط بالمعبد أو الطائفة. عندما ترفع نحو الضوء تكون الصورة مرئية بوضوح.

### بوذية ميانما
يستخدم بوذيون تيرافادا في ميانمار مسبحات تدعى سييك بادي (စိပ်ပုတီး [seɪʔ bədí])، المختصرة إلى بادي. 108 خرزة يتم تعليقها على طوق مع خرز عادةً مصنوع من خشب الصندل العطري، وسلسلة من الخيوط ذات الألوان الزاهية في نهاية الطوق.
يستخدم بشكل شائع في تأمل الساماتا، لتتبع عدد المانترا التي يتم ترديدها أثناء التأمل.

### الاستخدام الجمالي
في السنوات الأخيرة، أصبح من الشائع بالنسبة للأفراد غير المتدينين ارتداء مثل هذه الخرز اكسسوارات للأزياء، مع عدم وجود أي دلالات دينية على الإطلاق.[citation needed] وقد لوحظت ممارسات مماثلة منذ سلالة مينغ، عندما بدأ استخدام المالا كملحقات أنيقة من قبل أعضاء المحكمة الصينية. وقد نظمت القوانين المحددة للنفقات تنظيم المواد المستخدمة للمالا في عهد سلالة تشينغ الصينية.